# Kaciaryna Snycina
Kaciaryna Andrejeuna Snycina (biał. Кацярына Андрэеўна Сныціна; ros. Екатерина Андреевна Снытина; ur. 2 września 1985 w Ust-Kamienogorsku) – białoruska koszykarka. Jako członek reprezentacji Białorusi w koszykówce kobiet, zdobyła brązowy medal na Mistrzostwach Europy 2007, szóste miejsce na Letnich Igrzyskach Olimpijskich 2008 i dziewiąte miejsce w 2016 r.